# Чимбулак (Алакольський район)
Чимбула́к (каз. Шымбұлақ) — село у складі Алакольського району Жетисуської області Казахстану. Входить до складу Лепсинського сільського округу.
У радянські часи село мало назву Голубів Запор.
Населення — 65 осіб (2021; 106 у 2009, 123 у 1999, 175 у 1989).